# Anna Brüggemann
Anna Brüggemann (n. 24 martie 1981, München) este o actriță germană și ocazional scenaristă.
A câștigat, împreună cu soțul ei,  Dietrich Brüggemann (care a fost și regizorul filmului), Ursul de Argint pentru cel mai bun scenariu acordat filmului (Kreuzweg) la ediția a 64-a Berlinalelor din 2014.

## Biografie
Anna și-a petrecut tinerțea în Africa de Sud, Stuttgart și Regensburg. Ea debutează în 1996 prin filmul Virus X, au urmat câteva seriale, printre ultimele filme în care a jucat difrite roluri se numără Neun Szenen și Renn, wenn Du kannst.

## Filmografie (selectată)
- 1996: Virus X
- 1998: Else
- 1999: Anatomie
- 1999: Einer geht noch
- 2001: Ice Planet
- 2001: 100 Pro
- 2002: Ein Dorf sucht seinen Mörder
- 2002: Die Dickköpfe
- 2003: Baal
- 2003: Mitfahrer – Jede Begegnung ist eine Chance
- 2003: Berlin – Eine Stadt sucht den Mörder
- 2003: Tatort – Versprochen
- 2004: Tatort – Vorstadtballade
- 2004: Tatort – Gefährliches Schweigen
- 2004: Kleinruppin forever
- 2004: Süss oder Woycek und das Polaroid
- 2004: Der Mörder meines Vaters
- 2004: Komm, wir träumen!
- 2004: Schatten
- 2005: Polizeiruf 110 – Resturlaub
- 2005: Oktoberfest
- 2005: Stages
- 2005: Katja kann fast alles
- 2006: Wilsberg – Falsches Spiel
- 2006: Neun Szenen
- 2006: Tatort – Das Ende des Schweigens
- 2007: Der Alte – Doppelspiel
- 2008: Berlin am Meer
- 2008: Tatort – Tod einer Heuschrecke
- 2008: Der russische Geliebte
- 2008: Bergfest
- 2008: Warten auf Angelina
- 2009: Der Alte – Du darfst nicht mehr leben
- 2009: Die Drachen besiegen
- 2009: Mitte Ende August
- 2010: Renn, wenn Du kannst
- 2010: Utta Danella: Eine Nonne zum Verlieben
- 2010: Ein Praktikant fürs Leben